# Germans Rahbani
| Assi Rahbani | Mansour Rahbani |
| ------------ | --------------- |
|              |                 |

Assi Rahbani (4 de maig de 1923 - 21 de juny de 1986) i Mansour Rahbani (1925 - 13 de gener de 2009), coneguts com els germans Rahbani (àrab: الأخوان رحباني, al-Iẖwān Raḥbānī), foren uns músics, compositors, lletristes, autors i dramaturgs libanesos, cèlebres sobretot pel seu treball amb la cantant Fairuz, l'esposa d'Assi. El seu germà petit, Elias Rahbani (1938 - 4 de gener de 2021), també va ser un lletrista i compositor famós.

## Arbre genealògic
- - Assi (1923-1986) + Fairuz (nascuda 1934/1935)
    - Ziad (1956-2025)
    - Hali (nascut 1958)
    - Rima (nascuda 1965)
    - Layal (1960-1988)

  - Mansour (1925-2009) + Thereze
    - Marwan (nascut 1958)
    - Ghadi (nascut 1960)
    - Oussama (nascut 1965)

  - Elias (1938-2021) + Nina
    - Ghassan (nascut 1964)
    - Jad (nascut 1968)
    - Ilham

## Història

### Inici de la carrera professional
Originaris de Rahbeh, una petita ciutat al nord del Líban, els germans Rahbani no es dedicaven a la música més enllà de les lectures que els seus pares s'asseguraven que tinguessin. Tot i que Assi i Mansour ocasionalment ajudaven el sacerdot local a arranjar les veus i la instrumentació de la litúrgia ortodoxa antioquena, la seva carrera musical va començar quan Assi va obtenir una feina al canal de ràdio Near East.
Mentre treballaven com a agents de policia a Beirut, Mansour i Assi van començar a treballar a la ràdio com a repartidors de diaris, on es feien càrrec de les partitures i l'edició de les lletres. Finalment van compondre el seu propi jingle i el van suggerir al supervisor de la cadena, Halim El Roumi, pare de la cantant Majida El Roumi. Va ser Halim qui els va animar pagant-los per la seva feina i emetent-la per les ones de la cadena.
El 1951, Nouhad Haddad (després coneguda com Fairuz), una de les cantants del cor del canal, va cridar l'atenció de Halim El Roumi i Assi va compondre per a ella la seva primera cançó, «Itab» (‘Culpa’).
Halim el-Roumi va assistir a la sessió de gravació i va demanar a Assi que compongués més cançons per a Fairuz. Els dos germans Rahbani i Fairuz aviat es van convertir en un dels grups més destacats de l'escena musical libanesa. El trio va publicar una cinquantena de cançons en els tres anys següents i va decidir separar-se del canal i treballar pel seu compte, sense restriccions laborals. Els germans Rahbani i Fairuz es van convertir en un equip musical. Els dos germans Rahbani componien i escrivien les lletres conjuntament, tal com ells sempre aclarien a les entrevistes i tal com ho testimonien els membres de la seva família, així com els artistes que van col·laborar i treballar amb ells.
El 1953, Assi va proposar matrimoni a Fairuz i la parella es va casar el 1954.
El 1957, el trio va actuar per primera vegada al Festival Internacional de Baalbeck. Va ser la primera vegada que artistes libanesos locals apareixien al festival.

### Els anys 1960

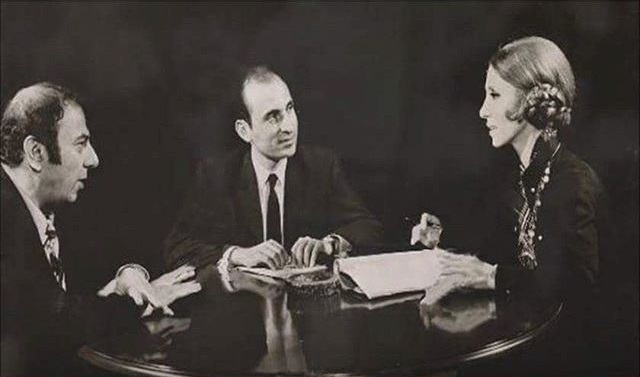
Adel Malek, Fairuz i Assi Rahbani el 1963

Fairuz i els germans Rahbani van començar a construir la seva carrera basant-se en les cançons que gravaven i editaven. La ràdio i la televisió es van convertir en els principals mitjans a través dels quals es va difondre la seva música. Assi i Mansour també van començar a escriure musicals, obres de teatre amb diàlegs musicats i interpretacions de temes patriòtics que van agradar al públic libanès. Els musicals se centraven principalment en la vida al camp, en la innocència de créixer, en els problemes de l'amor, en la cura dels pares i en les entremaliadures de la joventut.

### Els anys 1970
Els germans Rahbani també van propulsar les carreres d'artistes que havien començat a treballar com a coristes de Fairuz o que havien actuat als seus musicals. Molts d'aquests artistes van esdevenir figures destacades de la indústria musical àrab. Georgette Sayegh, Najat Al Saghira, Sabah, Wadih El Safi, Ronza, Fadia Tanb El-Hage i Huda, la germana petita de Fairuz, van ser els protegits més destacats dels germans Rahbani.
Fairuz, Assi i Mansour es van donar a conèixer al món occidental arran de la seva gira americana de 1971. Inicialment, els mànagers i organitzadors d'esdeveniments estatunidencs dubtaven de la popularitat i el poder d'atracció de Fairuz i els germans Rahbani. Tanmateix, després del concert del 6 de juny de 1971 al Carnegie Hall, Fairuz va demostrar que també podia ser una artista viable a l'estranger. Després de quatre mesos de gira pels Estats Units, Canadà i Mèxic, el trio va tornar a Beirut, on Assi i Mansour van començar a treballar en el musical Al Mahatta (‘L'estació’) i en un programa de televisió anomenat Al Mawasem (‘Les estacions’), protagonitzat per Huda.
El 22 de setembre de 1972, Assi va patir una hemorràgia cerebral i va ser traslladat d'urgència a l'hospital. Després de tres cirurgies, l'hemorràgia cerebral d'Assi es va aturar. En aquest context, Ziad Rahbani, el fill gran de Fairuz i Assi, de 16 anys, va compondre la música de la cançó Saaloui n'Nass (‘La gent em va preguntar’), que ret homenatge a Assi i parla de la seva absència, cançó que finalment es va incloure al musical Al Mahatta, que els germans Rahbani estaven preparant en aquell moment.

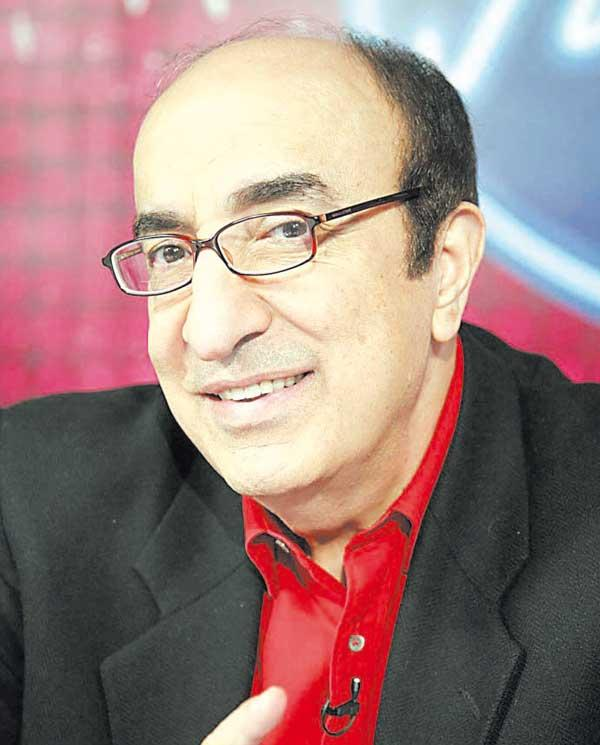
Elias Rahbani

En un any, Assi tornava a compondre i escriure amb el seu germà. Van continuar produint musicals, que van adquirir cada cop més caràcter polític. Després de l'esclat de la Guerra Civil Libanesa, els germans van continuar utilitzant la sàtira política i la crítica aguda a les seves obres.
El 1978, el trio va fer una gira per Europa i els països del Golf. La salut mèdica i mental d'Assi va començar a deteriorar-se i Fairuz i els germans van acordar posar fi a la seva relació professional i personal el 1979.

### Els anys 1980
Assi i Mansour Rahbani van continuar component musicals per a Ronza i Fadia Tanb El-Hage, germana de Ronza. Van refer el seu musical Al Sha'khs (‘La persona’), que havien representat per primera vegada amb Fairuz a principis dels anys 1970.
El 26 de juny de 1986, Assi Rahbani va morir després de passar diverses setmanes en coma.

### Els anys 1990
L'estiu de 1998, Fairouz, Mansour Rahbani, Elias Rahbani i Ziad Rahbani van tornar a posar en escena diversos dels seus antics musicals al Festival Internacional de Baalbeck.

## Obra

### Música
- Ayyam al Hassaad (‘Dies de collita’) (1957)
- Al 'Urs fi l'Qarya (‘El casament al poble’) (1959)
- Al Ba'albakiya (‘La noia de Baalbek’) (1961)
- Jisr el Amar (‘Pont de la Lluna’) (1962)
- 'Awdet el 'Askar (‘El retorn dels soldats’) (1962)
- Al Layl wal Qandil (‘La nit i la llanterna’) (1963)
- Biyya'el Khawatem (‘Anells en venda’) (1964)
- Ayyam Fakhreddine (‘Els dies de Fakhreddine’) (1966)
- Hala wal Malik (‘Hala i el rei’) (1967)
- Ach Chakhs (‘La persona’) (1968-1969)
- Jibal Al Sawwan (‘Muntanyes Sawwan’) (1969)
- Ya'ich Ya'ich (‘Llarga vida, llarga vida’) (1970)
- Sah Ennawm (‘Has dormit bé?’) (1970-1971, 2007-2008)
- Nass min Wara' (‘Gent feta de paper’) (1971-1972)
- Natourit al Mafatih (‘El guardià de les claus’) (1972)
- Al Mahatta (‘The Station’) (1973)
- Loulou (1974)
- Mais el Reem (‘El prat dels cérvols’) (1975)
- Petra (1977-1978)
- Elissa (1979, mai representada a causa de la separació de Fairuz i Assi)
- Habayeb Zaman (1979, mai representada a causa de la separació de Fairuz i Assi)
- Ar-rabih Assabeh (‘La setena primavera’) (1984)
- Al Faris (2016)

### Cinema
- Biyya' el Khawatem (‘El venedor d'anells de noces’) (1965)
- Safar Barlek (‘L'exili’) (1967)
- Bint El-Hares (‘La filla del guardià’) (1968)